# André Luiz Radtke
Pour les articles homonymes, voir Radtke.
André Luiz Radtke est un joueur brésilien de volley-ball né le 16 septembre 1982. Il mesure 2,04 m pour 92 kgm et joue central pour le Chaumont VB.

## Biographie
Il commence sa carrière dans le sud du Brésil :  au Sogipa de Porto Alegre puis au Grêmio Náutico União de Porto Alegre, à l'Unesc/Criciúma, à l'APAN de Baron/Blumenau (en 2006-2007) et au Purity/Cesumar de Maringá (en 2007-2008),,. Puis à l'intersaison 2008 il part jouer en Argentine, d'abord à l'UPCN Vóley à San Juan, en 2009 à l'Unión de Formosa (es) à Formosa puis en 2011 au Buenos Aires Unidos (es) de Buenos Aires,.
En 2013 il arrive en Europe à presque trente-et-un ans et s'engage avec les Spacer's de Toulouse évoluant en Ligue A, où il s'intègre facilement notamment grâce à la présence de ses compatriotes André Luiz Eloi et Diogenes Zagonel ainsi que de l'argentin Facundo Santucci.
À l'été 2016 il part au Montpellier UC|, puis après une saison il s'engage en 2017 en Ligue B avec le Narbonne Volley. Il participe à la remontée du club en première division, mais c'est avec Toulouse qu'il y signe son retour au sein de son premier club européen lors de l'intersaison 2018, retour effectué avec succès.	
Néanmoins à l'intersaison 2019 il quitte Toulouse, onzième sur treize du championnat, pour Chaumont VB 52, finaliste de la même édition,.

## Clubs
| Club                       | De        | À         |
| -------------------------- | --------- | --------- |
| APAN de Baron/Blumenau     | 2006-2007 | 2006-2007 |
| Puritsy/Cesumar de Maringá | 2007-2008 | 2007-2008 |
| UPCN Vóley                 | 2008-2009 | 2008-2009 |
| La Unión de Formosa (es)   | 2009-2010 | 2010-2011 |
| Buenos Aires Unidos (es)   | 2011-2012 | 2012-2013 |
| Spacer's de Toulouse       | 2013-2014 | 2015-2016 |
| Montpellier UC\|           | 2016-2017 | 2016-2017 |
| Narbonne Volley\|          | 2017-2018 | 2017-2018 |
| Spacer's de Toulouse       | 2018-2019 | 2018-2019 |
| Chaumont Volley-Ball 52    | 2019-2020 | ...       |

## Palmarès
- Vice-champion de la Liga A1 en 2013-2013 avec Buenos Aires Unidos[13]
- Finaliste de la Copa ACLAV (es) en 2012-2013 avec Buenos Aires Unidos[13]